# Стохастичне програмування
Стохастичне програмування — у сфері математичної оптимізації стохастичне програмування є основою для моделювання оптимізації проблем, які включають невизначеність.
Стохастична програма — це оптимізаційна задача, в якій деякі або всі параметри проблеми є невизначеними, але відповідають відомим розподілом ймовірностей. Ця структура відрізняється від детермінованої оптимізації, у якій передбачається, що всі параметри проблеми точно відомі. Мета стохастичного програмування полягає в тому, щоб знайти рішення, яке одночасно оптимізує деякі критерії, обрані особою, що приймає рішення, і належним чином враховує невизначеність параметрів проблеми. Оскільки багато рішень у реальному житті пов'язані з невизначеністю, стохастичне програмування знайшло застосування в багатьох сферах, починаючи від фінансів до транспорту та оптимізуючи енергію.

## Нотатки
1. ↑  
Застосування стохастичного програмування описано на веб-сайті Стохастичне програмування.